# Into the Grave
Into the Grave is een metalfestival in Leeuwarden. Het wordt gehouden op het Oldehoofsterkerkhof, een voormalig kerkhof en thans plein naast de Oldehove, vandaar ook de naam van het festival. Het werd voor het eerst gehouden in 2011 en trekt zo'n 7.000 bezoekers.
Er werd voor het festival meerdere keren een talentenjacht voor bands georganiseerd genaamd Highway to Hell, de winnaar mocht het festival openen. Naast het festival zijn er ook pre- en afterparty's in poppodium Neushoorn. Into the Void is een zusterfestival georganiseerd door dezelfde organisator maar gefocust op stonerrock, eerder werd ook Into Darkness georganiseerd, gericht op death- en blackmetal.

## Geschiedenis
Nadat Wâldrock in 2009 stopte wilden Paul van Berlo en Sjoerd Bootsma in 2010 een metalfestival organiseren in Leeuwarden. De gemeente gaf hier geen vergunning voor omdat er te weinig politiecapaciteit was door de Sneekweek. In 2011 kon het festival wel doorgang vinden en vond op zaterdag 13 augustus de eerste editie plaats. Het festival duurde één dag en de toegangsprijs was €6,66, verwijzend naar het getal van het Beest.
In 2014 en 2015 werd op de dag voorafgaand aan het festival op dezelfde plek een zusterfestival georganiseerd, namelijk CityRock. Dit festival verhuisde in 2016 naar september en vanaf dat jaar duurt Into the Grave twee dagen.
In 2018 liet de organisator weten te kijken naar andere locaties, in Heerenveen en Drachten, om het festival in 2019 uit te kunnen breiden. In november 2018 werd bekend gemaakt dat het festival toch op het Oldehoofsterkerkhof zou blijven en wel met twee podia. Vanaf de editie van 2019 is het festival driedaags. 
De editie van 2020 werd afgelast, wel vond er een reeks concerten plaats in poppodium Neushoorn. Deze waren via online streaming te bekijken en een beperkt aantal mensen konden daadwerkelijk bij de concerten aanwezig zijn. Het festival zou in 2021 voor het eerst niet in augustus maar op 11 t/m 13 juni plaatsvinden, deze editie vond echter geen doorgang. Vanaf 2022 wordt het festival in het tweede weekend van juni gehouden.
In 2025 zal het festival eenmalig aan de Snekertrekweg worden gehouden omdat het Oldehoofsterkerkhof in de zomer bezet is door een ander cultureel evenement.

## Camping
In 2016 duurde het festival voor het eerst twee dagen en was er een festivalcamping op een grasveld, 'de bult', bij het Rengerspark. Geheel in thema met het festival gelegen naast de Oude Stadsbegraafplaats Leeuwarden. Tot en met de editie van 2019 bleef de camping op deze locatie. Na enkele afgelaste edities vanwege het coronavirus was er tijdens de editie van 2022 een camping beschikbaar aan de Coronaweg op bedrijventerrein De Hemrik. In 2023 was de camping op de dierenveldjes van Kinderboerderij Leeuwarden. Tijdens de editie van 2024 bevond de camping zich voor het eerst in het centrum van Leeuwarden, in de Arendstuin.

## Programma
| Jaar | Datum            | Line-up | Opmerkingen |
| ---- | ---------------- | --- | --- |
| 2011 | 13 augustus      | Devin Townsend Project, Aborted, Mnemic, In Solitude, Karma to Burn, Debauchery, Disintegrate, I Chaos | I Chaos werd verplaatst van de afterparty naar het hoofdpodium en verving Waking The Cadaver en Gama Bomb werd vervangen door Karma to Burn. |
| 2012 | 11 augustus      | Bolt Thrower, Enslaved, Grave, Hell, Obscura, Corrosion of Conformity, Dew-Scented, Nom De Plume | |
| 2013 | 10 augustus      | Paradise Lost, Satyricon, DevilDriver, Sodom, Jungle Rot, Heaven's Basement, Bliksem, Stonehawk | |
| 2014 | 9 augustus       | Megadeth, Vader, Schirenc plays Pungent Stench, Flotsam & Jetsam, Sólstafir, Havok, Vanderbuyst, Hacride, Teethgrinder | Gorguts zei af en werd vervangen door Scirenc. Ook Dagoba liet verstek gaan. |
| 2015 | 8 augustus       | Sabaton, Sepultura, Cannibal Corpse, Obituary, Ensiferum, Avatar, Audrey Horne, Betraying the Martyrs, Cornered | |
| 2016 | 12 augustus      | Slayer, Airbourne, Amaranthe, Scar Symmetry, Vektor, Gruesome | Alestorm zei af en werd vervangen door Korpiklaani. |
| 2016 | 13 augustus      | Kreator, Carcass, Exodus, Korpiklaani, Voivod, The Black Dahlia Murder, Unearth, Tribulation, Evil Invaders | Alestorm zei af en werd vervangen door Korpiklaani. |
| 2017 | 11 augustus      | Saxon, Powerwolf, Alestorm, Metal Church, Flotsam & Jetsam, The Charm The Fury | |
| 2017 | 12 augustus      | Amon Amarth, Arch Enemy, Overkill, Life of Agony, Whitechapel, Sodom, Textures, Pro-Pain, Ember Falls | |
| 2018 | 10 augustus      | Gojira, Delain, Decapitated, Orden Ogan, Toxic Holocaust, Toxic Shock | Nails was bevestigd maar bleek toch niet te komen. Ook Metal Allegiance zei af en werd vervangen door Decapitated. |
| 2018 | 11 augustus      | Behemoth, Children of Bodom, At The Gates, Paradise Lost, Suicidal Tendencies, Dying Fetus, Gloryhammer, Goatwhore, Dust Bolt | Nails was bevestigd maar bleek toch niet te komen. Ook Metal Allegiance zei af en werd vervangen door Decapitated. |
| 2019 | 9 augustus       | Anthrax, Sick of It All, Hypocrisy, Dog Eat Dog, Soilwork, No Turning Back, Prong, Sworn Enemy, For I Am King | Black Peaks zou op de zondag spelen maar werd vervangen door Prognosis. |
| 2019 | 10 augustus      | Powerwolf, Sacred Reich, Meshuggah, Lacuna Coil, Testament, Ost+Front, Queensrÿche, Jinjer, Tesseract, Alien Weaponry, Battle Beast, Crystal Lake, God Dethroned, Crobot | Black Peaks zou op de zondag spelen maar werd vervangen door Prognosis. |
| 2019 | 11 augustus      | Opeth, Death Angel, The Vintage Caravan, Prognosis, Klone | Black Peaks zou op de zondag spelen maar werd vervangen door Prognosis. |
| 2020 | 7 t/m 9 augustus | Devin Townsend, Alestorm, Paradise Lost, Obituary, Orange Goblin, Clutch, Venom, Gloryhammer, Static X, Borknagar, Kvelertak, Destruction, Soen, Despised Icon, DRI, Necrophobic, Havok, Exhorder, Revocation, M.O.D., Sinister, Izegrim, Darkest Hour, Butcher Babies, Vreid, Burning Witches, 1914, Rings of Saturn, Hatriot, Wind Rose, Svalbard, Baldrs Draumar | Afgelast vanwege de coronacrisis. |
| 2020 | 7 augustus       | Sisters of Suffocation, Atmoran | In poppodium Neushoorn, volledig via online streaming te bekijken. Er waren een beperkt aantal tickets beschikbaar voor de concerten zelf. |
| 2020 | 8 augustus       | Famyne, Bring on the Bloodshed, Insurrection | In poppodium Neushoorn, volledig via online streaming te bekijken. Er waren een beperkt aantal tickets beschikbaar voor de concerten zelf. |
| 2020 | 9 augustus       | Dead Lord, Bodyfarm, The Heritance | In poppodium Neushoorn, volledig via online streaming te bekijken. Er waren een beperkt aantal tickets beschikbaar voor de concerten zelf. |
| 2022 | 10 juni          | Carcass, Legion of the Damned, Peter Pan Speedrock, Cryptosis, Decapitated, Graceless, Heathen, Baldrs Draumar, Toxik | Obituary, 1914, Spiritbox en Paradise Lost zeiden af en werden vervangen door Death To All, Sisters of Suffocation, Cobra The Impaler en Carcass. |
| 2022 | 11 juni          | Alestorm, Destruction, Gloryhammer, Heidevolk, Dark Funeral, Midnight, Orange Goblin, Ingested, Flotsam & Jetsam, Night Demon, Cobra The Impaler, Sisters of Suffocation, Wind Rose, Enforced | Obituary, 1914, Spiritbox en Paradise Lost zeiden af en werden vervangen door Death To All, Sisters of Suffocation, Cobra The Impaler en Carcass. |
| 2022 | 12 juni          | Emperor, Red Fang, Death To All, Gatecreeper, Orden Ogan, Carnation, High on Fire, Ad Infinitum, Evil Invaders, Urne, Space Chaser | Obituary, 1914, Spiritbox en Paradise Lost zeiden af en werden vervangen door Death To All, Sisters of Suffocation, Cobra The Impaler en Carcass. |
| 2023 | 9 juni           | Amorphis, Evergrey, Trollfest, DragonForce, Angus McSix, Blackbriar, Cobra The Impaler, Famyne, Warkings | The Sword was bevestigd maar ging in oktober 2022, ruim voor het festival, uit elkaar en werd vervangen door Monster Magnet. Bloodywood zei af om logistieke redenen en werd vervangen door Haliphron. Exodus zei twee weken voor het festival af vanwege privé-omstandigheden en werd vervangen door Cradle of Filth. |
| 2023 | 10 juni          | Testament, Cradle Of Filth, Bloodbath, Scar Symmetry, Cane Hill, The Vintage Caravan, Vreid, Haliphron, Psychonaut, Omnium Gatherum, Jungle Rot, Undeath, Necrotted, Kryptos | The Sword was bevestigd maar ging in oktober 2022, ruim voor het festival, uit elkaar en werd vervangen door Monster Magnet. Bloodywood zei af om logistieke redenen en werd vervangen door Haliphron. Exodus zei twee weken voor het festival af vanwege privé-omstandigheden en werd vervangen door Cradle of Filth. |
| 2023 | 11 juni          | Jinjer, Clutch, Monster Magnet, Municipal Waste, Born of Osiris, Orbit Culture, Angelus Apatrida, Earthless, Xenos, Spirit Adrift, Chemicide | The Sword was bevestigd maar ging in oktober 2022, ruim voor het festival, uit elkaar en werd vervangen door Monster Magnet. Bloodywood zei af om logistieke redenen en werd vervangen door Haliphron. Exodus zei twee weken voor het festival af vanwege privé-omstandigheden en werd vervangen door Cradle of Filth. |
| 2024 | 7 juni           | Fear Factory, Mars Red Sky, Orden Ogan, Crypta, Fleshgod Apocalypse, Vengeance, Vio-Lence, Nephylim, Arion | |
| 2024 | 8 juni           | Slaughter to Prevail, Hellripper, Ne Obliviscaris, Brujeria, Crystal Lake, Bütcher, Nanowar of Steel, Sanguisugabogg, Our Hollow Our Home, Svalbard, Nervosa, Lokust, Hamok, Ter Ziele | |
| 2024 | 9 juni           | Paradise Lost, Dymytry, Brutus, Conjurer, Halocene, Endseeker, Whiplash, The Callous Daoboys, Avatarium, DVNE, Devastator | |
| 2025 | 13 juni          | Savatage, Exodus, Rise of the Northstar, Orange Goblin, Pro-Pain, 3 Inches of Blood, Coffin Feeder, Vulture, Boneripper | Municipal Waste en Revnoir zeiden in februari 2025 af en werden vervangen door Slomosa en CABAL. In juni zei Cattle Decapitation af en werd vervangen door Coffin Feeder. |
| 2025 | 14 juni          | W.A.S.P., Wind Rose, Phil Campbell and the Bastard Sons, Death Angel, Rotting Christ, Slomosa, Elvenking, Insanity Alert, Cobra The Impaler, High Parasite, CABAL, Blood Red Throne, F.K.Ü., Vilt | Municipal Waste en Revnoir zeiden in februari 2025 af en werden vervangen door Slomosa en CABAL. In juni zei Cattle Decapitation af en werd vervangen door Coffin Feeder. |
| 2025 | 15 juni          | Powerwolf, Gloryhammer, Feuerschwanz, Dynazty, Vader, Bewitcher, Brat, Hiraes, Bildtstar, Martyr, Tailgunner | Municipal Waste en Revnoir zeiden in februari 2025 af en werden vervangen door Slomosa en CABAL. In juni zei Cattle Decapitation af en werd vervangen door Coffin Feeder. |